# 乔尔·阿萨夫·艾伦
乔尔·阿萨夫·艾伦（1838年7月19日—1921年8月29日）是美国动物学家，主要研究哺乳动物学和鳥類學。他是美国鸟类学会首任主席，同时也是美國自然史博物館鸟类分馆的首任馆长和鸟类-哺乳动物专题展览的策展人。他也是生态地理学法则——艾伦法则的提出者。

## 生平
艾伦出生于美国马萨诸塞州的斯普林菲尔德市，从青年时代开始就热爱自然，喜好收集动植物标本。1862年，他进入哈佛大学，师从地质学家路易士·阿格西。1865年，他参与了导师阿格西率领的巴西科考远征活动。在返回美国后，他的身体状况出现异常，不得不回到家乡斯普林菲尔德农场休养。
1867年，在身体恢复后，他又开始了美国范围内的收集标本之旅。他的足迹遍布安大略湖南部海湾、伊利诺伊州、密歇根州和印第安纳州。旅行结束返回马萨诸塞州后，他成为了哈佛大学比较动物学陈列馆鸟类和哺乳动物展览的策展人。在1868-1869年的冬季，他探索了当时人迹罕至的加利福尼亚。探险归来后，他将自己沿途对动物的观察记录和分析整理成《佛罗里达东部的哺乳动物和冬季鸟类》一书，并于1871年出版。同年，他当选美国文理科学院院士。
接下来的数年，艾伦前往北美大平原、洛磯山脈和達科他領地探险，为哈佛大学博物馆带回了许多标本。在这些探险结束后，他身体越来越差，几乎无法再进行田野调查活动。他的主要精力转向了学术研究和出版编辑。1883年，艾伦和威廉·布鲁斯特、埃利奥特·考斯一起创办了美国鸟类学会。艾伦由于身体原因，没有出席学会的成立仪式，但被推选为首任主席。他也成为了学会第一份学术期刊——《海雀》的第一任总编辑。
1885年，他成为纽约自然史博物館鸟类和哺乳动物展览的策展人，之后成为了鸟类分馆的首任馆长。1886年，他成为纽约奥杜邦学会的一员。他也是美國科學促進會和美國哲學會的会员。

## 艾伦法则
艾伦将许多动物比较观察后发现，同一种动物，在愈冷的地方，其四肢和附器，例如耳朵和尾巴等，也就愈短小。他于1877年发表了这一观点。后人将其称为艾伦法则，也叫做艾伦推论，是对伯格曼法则的重要补充。

## 著作
以下列出了艾伦的一些代表作品：
- On the Mammals and Winter Birds of Eastern Florida （页面存档备份，存于） 《佛罗里达东部的哺乳动物和冬季鸟类》 (1871)
- The American Bisons （页面存档备份，存于） 《美洲野牛》 (1876)
- History of the American Bison, Bison americanus （页面存档备份，存于） 《美洲野牛史》 (1877)
- Monographs of North American Rodentia （页面存档备份，存于） 《北美啮齿目专著》 (与埃利奥特·考斯合著, 1877)
- History of North American Pinnipedia （页面存档备份，存于） 《北美鰭足類史》 (1880)
- The Right Whale of the North Atlantic （页面存档备份，存于） 《北大西洋的露脊鯨》 (1883)
- Mammals of Southern Patagonia （页面存档备份，存于） 《南巴塔哥尼亚的哺乳动物》 (1905)